# 호타정
호타정(保田町)은 지바현 아와군에 일찍이 존재했던 정이다. 교난정 북부에 해당한다.

## 역사
- 1889년 4월 1일 - 정촌제 시행에 수반해 헤이군 호타촌이 성립하였다.
- 1897년
  - 1월 27일 - 정으로 승격해 호타정이 되었다.
  - 4월 1일 - 헤이군이 아와군에 편입되었다.
- 1959년 3월 30일 - 가쓰야마정과 합병해, 교난정이 신설되어, 동일 호타정은 폐지되었다.

## 교통

### 철도
- 일본국유철도 (→ 동일본 여객철도)
  - 가사라즈선

### 도로
- 국도 제127호선

## 관련링크
- 千葉県安房郡保田町 (12B0020037) - 歴史的行政区域データセットβ版